# アメル・メキッチ
アメル・メキッチ（Amel Mekić  1981年9月21日- ）はボスニア・ヘルツェゴビナ出身の柔道選手。階級は100kg級。身長188cm。

## 人物
2001年の世界選手権では90kg級で5位となった。その後100kg級に階級を上げると、2003年の世界選手権では自身の階級である100kg級では
初戦で敗れたものの、無差別では5位に入る健闘を見せた。2004年アテネオリンピックでは初戦で日本の井上康生に送襟絞で敗れた。2007年の世界選手権ではまたも5位に終わってメダルを獲得できなかった。2008年北京オリンピックでは2回戦でカザフスタンのアスハト・ジトケエフに小外掛で敗れた。2011年のヨーロッパ選手権ではオール一本勝ちで優勝を遂げるものの、世界選手権では4回戦でオランダのヘンク・フロルに掬投で敗れた。2012年ロンドンオリンピックの開会式ではボスニア・ヘルツェゴビナ選手団の旗手を務めたが、試合では初戦で敗れた。2014年には引退を表明した。

## 主な戦績
90kg級での戦績
- 2000年 - 世界ジュニア　5位
- 2000年 - ヨーロッパジュニア　3位
- 2001年 - 世界選手権　5位

100kg級での戦績
- 2002年 - ブルガリア国際　3位
- 2002年 - 世界学生　3位(無差別)
- 2003年 - ユニバーシアード　3位
- 2003年 - 世界選手権　5位(無差別)
- 2004年 - フランス国際　5位
- 2004年 - オランダ国際　2位
- 2005年 - イタリア国際　3位
- 2005年 - ルーマニア国際　優勝
- 2007年 - イタリア国際　3位
- 2007年 - 世界選手権　5位
- 2009年 - 地中海競技大会　3位
- 2011年 - ヨーロッパ選手権　優勝
- 2011年 - ワールドカップ・ブカレスト　3位
- 2011年 - ワールドカップ・マイアミ　2位
- 2011年 - ワールドカップ・マルガリータ島　優勝
- 2011年 - ワールドカップ・サンサルバドル　2位